# Супруги Орловы (фильм)
«Супруги Орловы» — советский фильм 1978 года режиссёра Марка Донского, последний его фильм. По мотивам рассказов Максима Горького.

## Сюжет
Истинно красивый сюжет редок, как подарок судьбы… Был Марк Донской, на самом закате жизни снявший совершенно никем не замеченный шедевр «Супруги Орловы»…— киновед Евгений Марголит — Право на сюжет // журнал «Сеанс», 2010
По мотивам ранних рассказов Максима Горького: «Супруги Орловы», «Сочельник», «Ванька Мазин», «Встряска» и др.
В корне меняется неладная семейная жизнь супругов Орловых — пьяницы и дебошира Гришки Орлова и терпящей все его выходки жены Матрёны, когда во время нагрянувшей эпидемии они становятся санитарами холерного барака… Время тяжёлой и опасной работы оказывается самым счастливым в жизни для них обоих и меняет их мировоззрение и характер.

## В ролях
Чем привлек меня созданный писателем в конце прошлого века цикл казанских и нижегородских рассказов? Огромной любовью автора к справедливости, горячим желанием найти правду в жизни... Менее чем за два часа экранного времени мы должны были передать сложную и поучительную, трагическую и в то же время полную глубокого социального оптимизма историю супругов Орловых. Надо было показать людей, привыкших ко всему, освоившихся с мерзостью своего быта, и объявить, что это хорошие, но несчастные люди и не они виноваты в том, что они такие, а существовавший тогда социальный строй.
- Нина Русланова — Матрёна Орлова
- Анатолий Семёнов — Григорий Орлов
- Сергей Тегин — Сенька Чижик, подмастерье иконописной мастерской
- Даниил Сагал — доктор Ващенко
- Юрий Каморный — Илья Кисляков, подмастерье иконописной мастерской, гармонист
- Пётр Меркурьев — Пётр Иванович Хохряков, студент-медик, с революционными идеями
- Владимир Пожидаев — Мишка Усов, исцелившийся больной, вор
- Борис Гитин — санитар Пронин
- Валентина Беляева — соседка Орловых
- Николай Горлов — сосед Орловых
- Вадим Вильский — работник иконописной мастерской
- Павел Винник — трактирщик

## О фильме
Последний фильм режиссёра Марка Донского; он начал свою фильмографию с экранизации произведения Горького — и закончил её этой темой. 
Первой была кинотрилогия о детстве, отрочестве и юности Горького. Потом «Мать», «Фома Гордеев», получивший приз международного кинофестиваля в Локарно, и, наконец «Супруги Орловы», в его фильмографии шесть фильмов — по Горькому — тем самым режиссёр установил своеобразный рекорд по количеству «горьковских» экранизаций.

Марк Донской снова поставил фильм по Горькому. «Я испытываю давнее и стойкое пристрастие к этому писателю, исключительному и по художественной силе, и по гуманистическому содержанию его творчества, и по страстному исканию социальной правды,— говорил режиссер незадолго до выхода картины. — В его произведениях я нахожу ответы на мучающие меня вопросы». И вот — «Супруги Орловы» — не только одноимённый рассказ послужил основой для картины, в неё органично вплетены мотивы из «Ваньки Мазина», «Встряски» и других горьковских произведений.— Искусство кино, 1979
Как неоднократно отметил киновед Евгений Марголит, экранизациями Горького режиссёр возвращал кинематографу смысл выражения «течение жизни» или «поток жизни», который ни при каких обстоятельствах ни на миг не останавливается, и в котором растворялись его герои:

От сделавшей Донского мировой знаменитостью трилогии о Горьком до последней работы — «Супруги Орловы» — идёт этот мотив. Всепорождающая жизненная стихия у Донского предстаёт, прежде всего, как стихия водная — от первой собственно авторской картины «Песня о счастье» до последней — никем не замеченного шедевра (опять-таки по Горькому!) Супруги Орловы. В финале невероятно упругой, энергичной, без тени стариковской расслабленности ленты почти восьмидесятилетнего режиссёра, героиня на фоне закатного солнца провожала юных питомцев, входящих в воды реки. Вода у Донского — женское, материнское начало. …В бушующие морские волны, как в купель, окунает новорожденного возмужавший Алексей Пешков в финале трилогии,— и провожает на закате входящих в реку-жизнь питомцев своих выстрадавшая призвание и свободу Матрёна Орлова в финале «Супругов Орловых». И эти кадры становятся общим итогом кинематографа Донского.— киновед Евгений Марголит
Также и другие исследователи творчества режиссёра подчёркивали итоговость его работы этим фильмом:

В 1978 году в фильме «Супруги Орловы» (опять по Горькому) режиссёр по сути вернулся к «Трилогии» и вывернул привычный мир наизнанку. В 1930-х ему понадобилась глубинная мизансцена — большая эстетическая роскошь для тех лет, — теперь он вынес действие на первый план, даже скорее на авансцену. Эмоции, страсти выплёскивались в лицо зрителю. Это был не реализм, это была абстракция, и она дышала нелепой чрезмерностью, словно одышка. Хрипела гармоника: «Разнести бы весь этот мир на кусочки!», и мир раздувался на глазах в огромный стеклянный шар, искривлённый широкоугольным объективом холерного бреда. Здесь женщина не способна была стать матерью. И умирал мальчонка-сирота, хотевший быть клоуном. Но мир был отчаянно светел и чист, он сиял свежими красками, в нём хотелось жить, хотелось изо всех сил. И это был последний фильм Марка Донского.— кинрвед Милена Мусина (для энциклопедии «Первый век кино») 
Фильм считается классикой кино — в 2001 году показывался в ретроспективе Музея кино на XXIII Московском Международном кинофестивале.